# Kemský kostel
Kemský kostel (ale i též Kemijský kostel) je luterský kostel ve městě Kemi ve finském Laponsku. Autorem stavby je finský architekt Josef Stenbäck. Kostel byl dokončen roku 1902. Jde o cihlovou novogotickou stavbu s věží a dvěma postranními loděmi. Na věži jsou malé rohové vížky. Do kostela se vejde tisíc lidí. Kostelní varhany byly vyrobeny v roce 1935 v Kangasale. Mají 26+4 rejstříků a tři manuály. Věžní hodiny jsou z roku 1901.
Oltářním obrazem je od roku 1986 obraz na skle tří oken na oltářní zdi Lauriho Ahlgrena představující Svatou Trojici. Pod okny stojí velký krucifix. Předchozí oltářní obraz z roku 1953 od Erkkiho Koponena Zmrtvýchvstání byl přemístěn do kaple severního kemského hřbitova.
V roce 2003 byl kostel renovován.